# Una quadrilogia
Una quadrilogia (deutsch: Eine Tetralogie) ist ein Werk des 1974 in Florenz geborenen Dramatikers Stefano Massini.

## Inhalt
Una quadrilogia umfasst vier Theaterstücke, die alle die Thematik des Künstlerdaseins aufgreifen: Im ersten Theaterstück L’odore assordante del bianco (Uraufführung 2005: Riccione) geht es um Vincent van Gogh, der sich in einer Nervenheilanstalt befindet und alle Anwesenden von seiner Zurechnungsfähigkeit überzeugen möchte. Im zweiten Theaterstück Processo a Dio (Uraufführung 2006 in Verona) erhebt die im Konzentrationslager Majdanek von den Alliierten befreite jüdische Schauspielerin Elga Firsch Anklage gegen den SS-Scharführer Reinhard. Das dritte Theaterstück Memorie del boia  (Uraufführung 2004 in Florenz) handelt von einem Gespräch über die Henkertätigkeit zwischen dem ehemaligen Henker Sanson und dem sich zunächst unter falscher Identität vorstellenden französischen Künstler Honoré de Balzac. Im letzten Theaterstück La fine di Shavuoth treten der Schauspieler Jizchak Löwy und der Schriftsteller Franz Kafka auf, welche unter dem Vorwand, in einem Prager Theater eingesperrt zu sein, ein Gespräch über Liebe, Glück, Hemmungen und Angst beginnen. 

## Analyse
Realität und Irrealität, Schein und Fiktion sind Themen, die in Massinis Theaterstücken ständig vorkommen. Insbesondere in den beiden Theaterstücken L´odore assordante del bianco und Memorie del boia geht nicht eindeutig hervor, ob sich die Protagonisten jeweils wirklich mit einer anderen Person unterhalten oder ein Selbstgespräch führen.
Viele seiner Theaterstücke finden in einem einzigen Raum statt. Diese Räume sind oft mit diversen Farben verbunden und sollen gewisse Assoziationen hervorrufen: So stehen die weißen Wände der Nervenheilanstalt von L´odore assordante del bianco für Van Goghs Aussichtslosigkeit, der dunkle Raum in Processo a Dio, in welchem dem SS-Scharführer Reinhard der Prozess gemacht wird, spiegelt Elga Firschs Wut wider.
Wie auch in anderen bereits veröffentlichten Werken von Stefano Massini steht das Gespräch zwischen den Figuren im Zentrum seiner Stücke und soll das Publikum zur Reflexion animieren.

## Auszeichnungen
Für das Theaterstück L’odore assordante del bianco erhielt Stefano Massini 2005 den Premio Pier Vittorio Tondelli. Im Jahr 2007 wurde er mit dem Premio Nazionale della Critica ausgezeichnet. 

## Ausgabe
- Massini, Stefano: Una quadrilogia: L'odore assordante del bianco-Processo a Dio-Memorie del boia-La fine di Shavuoth. Milano: Ubulibri 2006.